# Totally Spies!
Pour les articles homonymes, voir Spies.
SpieZ ! Nouvelle Génération
Totally Spies! est une série télévisée d'animation française en 182 épisodes de 22 minutes créée par Vincent Chalvon-Demersay et David Michel et diffusée depuis le 3 novembre 2001. Elle est produite principalement en France par Zodiak Kids (anciennement Marathon Media). Elle met en scène trois étudiantes californiennes qui sont aussi des agents secrets.
En France, les six premières saisons sont diffusées entre le 3 avril 2002 et le 3 octobre 2013 sur TF1 dans le bloc de programmes TF! Jeunesse / Tfou. Elle est également rediffusée sur plusieurs chaînes dont Fox Kids, Jetix, Disney Channel, Disney XD, Disney Junior ou encore Gulli, Canal J, Cartoon Network, Nickelodeon Junior et Boing. Une septième saison est en préparation,.
Bien qu'étant une production française, elle a été lancée en premier aux États-Unis, où sa diffusion démarre le 3 novembre 2001 dans le bloc jeunesse de la chaîne câblée ABC Family. Au Québec, la série est diffusée sur Télétoon.
Grand succès et phénomène de mode dans les années 2000, principalement en France et au Québec, la série donne naissance à une franchise médiatique et engendre une large ligne de produits dérivés et une adaptation cinématographique, Totally Spies! le film, sortie en 2009. Un spin-off, intitulé SpieZ ! Nouvelle Génération, est lancé la même année, toujours sur TF1.

## Synopsis
Totally Spies! raconte les aventures de trois amies et super héroïnes : Samantha « Sam » Simpson, Clover Ewing et Alexandra « Alex » Vasquez, vivant ensemble en banlieue de Los Angeles, en Californie, et étudiantes au lycée Beverly High de Beverly Hills (dans les quatre premières saisons), puis à la fac de Mali-U (depuis la cinquième saison), avant de déménager à l'Aiya Academy de Singapour dans la saison 7.

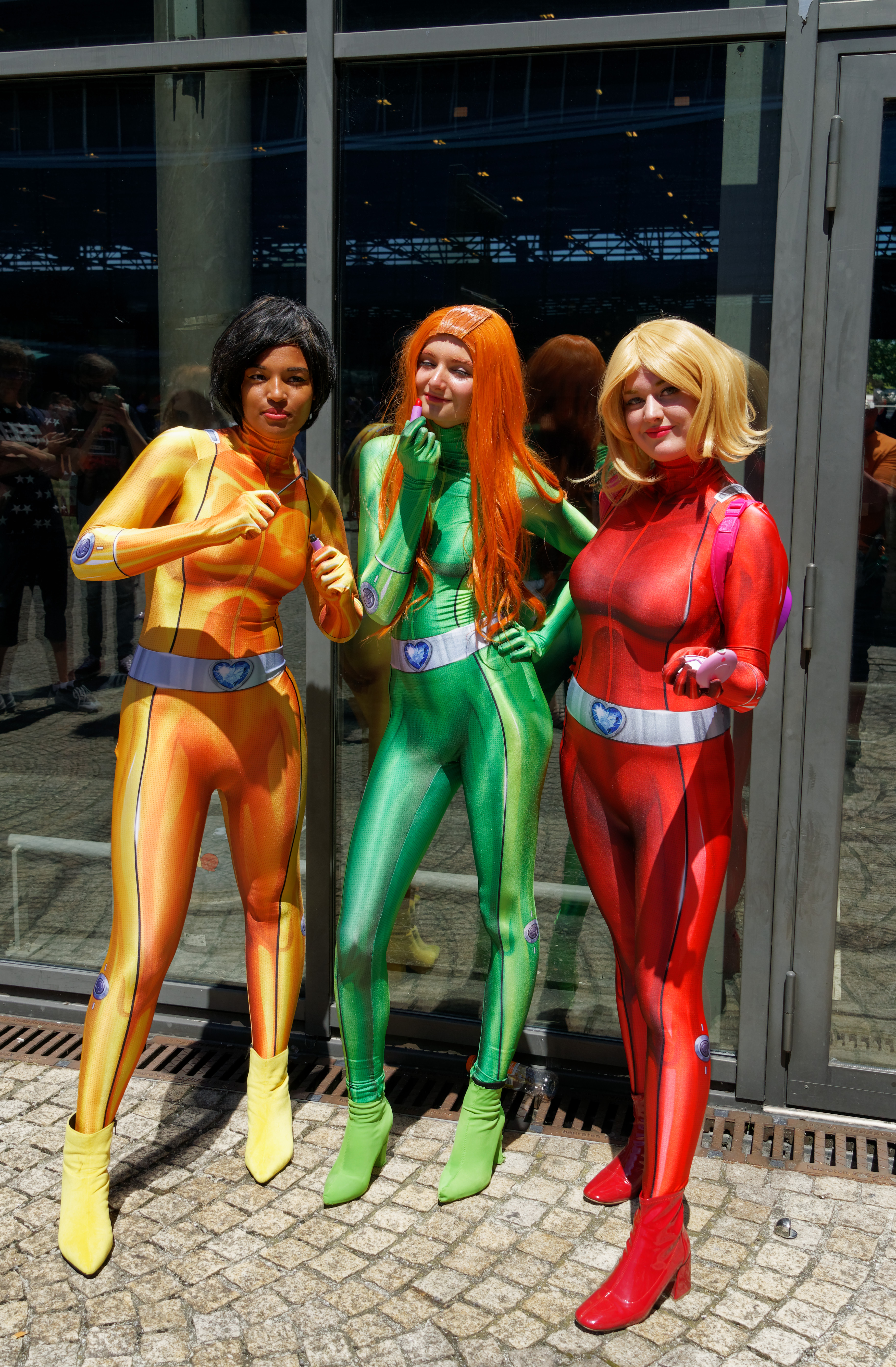
Cosplay des Totally Spies à la Japan Expo 2019, en Île-de-France.

Étudiantes dans la vie de tous les jours, elles sont en réalité agents secrets, c'est-à-dire des espionnes professionnelles employées du WOOHP (signifiant World Office Of Human Protection), une organisation secrète de protection de l'humanité, située dans le centre-ville de Los Angeles. Les trois possèdent une même passion : le shopping au Groove ou sur Rodeo Drive. Leur patron, Jerry, ayant besoin de leurs services, les envoie en mission, après leur avoir fait revêtir des combinaisons intégrales moulantes en latex colorées (jaune pour Alex, rouge pour Clover, vert pour Sam) et leur fournit divers gadgets qui les aideront à mener à bien leurs enquêtes. Cette séquence est une blague récurrente de la série, puisque Jerry les convoque de manière toujours inattendue grâce à des toboggans ou des plate-formes camouflées. Ce peut être une poubelle qui les aspire ou un pan de mur qui bascule. Les espionnes atterrissent alors sur un canapé en face du bureau de Jerry. Il est dit que les héroïnes se sont faites "WOOHPé". Les héroïnes sont des jeunes filles modernes, indépendantes, athlétiques, sophistiquées, enthousiastes à la fois des aventures périlleuses, du maquillage et de la mode.

## Origines
Totally Spies! est une série d'animation française inspirée de Drôles de dames, une série télévisée américaine des années 1970. Le ton de la série est un mélange d'humour et d'action, et parodie les séries pour adolescents ainsi que les films d'espionnage (en utilisant les stéréotypes de ces deux genres). Il contient également de nombreuses références de films et de séries diverses, notamment la série Drôles de dames. Par ailleurs, la série Totally Spies! a été considérée comme une version moderne des Drôles de dames.

## Fiche technique
Sauf indication contraire, les informations mentionnées dans cette section peuvent être confirmées par la base de données cinématographiques IMDb,  présente dans la section « Liens externes ».
- Titre original : Totally Spies!
- Réalisation : Stephane Berry (84 épisodes, 2001-2010) et Pascal Jardin (16 épisodes, 2004-2014)
- Nombre de saisons : 7
- Nombre d'épisodes : 182
- Création : David Michel, Vincent Chalvon-Demersay et Gil Formosa
- Scénario : Michelle Lamoreaux (130 épisodes, 2001-2014), Robert Lamoreaux (130 épisodes, 2001-2014), David Michel (25 épisodes, 2001-2010) et Vincent Chalvon-Demersay (24 épisodes, 2001-2010)
- Décors : Stéphane Berry (80 épisodes, 2001-2006)
- Montage : Daniel Reynes (12 épisodes, 2001-2006) et David Sauve (12 épisodes, 2001-2004)
- Musique : Nick Coler (21 épisodes, 2001-2010), Brian Higgins (21 épisodes, 2001-2010) et Timothy Powell (20 épisodes, 2001-2010)
- Production : David Michel (104 épisodes, 2001-2014) et Vincent Chalvon-Demersay (89 épisodes, 2001-2014)

Coproduction :  Michelle Lamoreaux (104 épisodes, 2004-2014) et Robert Lamoreaux (104 épisodes, 2004-2014)
Producteur exécutif : Guillaume Rostain (78 épisodes, 2003-2008)
- Sociétés de production : Marathon Média et Image Entertainment inc. (saisons 3 à 5) avec la participation de TF1 et The Walt Disney Company France (saison 6) Warner Bros. Discovery (saisons 7 et 8)
- Société de distribution : Marathon Média (saisons 1 à 5) puis Zodiak kids (saison 6)
- Pays d’origine :  France /  Canada (saisons 3 à 5)
- Langue originale : Français
- Animation : Digital eMation Inc[5], Dong Yang Animations[6]
- Genre : Action, Espionnage, Comédie
- Durée : 22 minutes
- Dates de diffusion :
  -  France : 3 novembre 2001 sur TF1
  -  Québec : 3 novembre 2001 sur Télétoon
  -  États-Unis et reste du  Canada : 2 septembre 2002 sur ABC Family

## Distribution

### Personnages principaux
- Claire Guyot : Samantha « Sam » Simpson
- Fily Keita : Clover Ewing
- Céline Mauge : Alexandra « Alex » Vasquez / Mandy
- Jean-Claude Donda : Jerry Lewis
- Laura Préjean : G.L.A.D.I.S. (saisons 3-4)
- Déborah Claude : Zerlina (saison 7)
- Gauthier Battoue : Toby (saison 7)

### Personnages secondaires
- Claire Guyot : Gabriella (Gaby) Simpson (saisons 2, 4, 6)
- Fily Keita : Stella Ewing (saisons 2, 4, 6)
- Céline Mauge : Carmen Vasquez (saisons 2, 4)
- Jean-Claude Donda : Terence « Terry » Lewis (saisons 3-4)
- Laura Préjean : Pam (saison 1) / Violet Vanderfleet (saisons 4, 6) / Dominique (saisons 1-5)
- Benoît Allemane : Edison (saison 1)
- Adrien Antoine : Ricky Mathis (saison 1) / Eugène Snit (saison 2) / Capitaine Hayes (saisons 3, 5-6) / Seth (saison 3) / Manny Wong (saisons 4, 6) / Kyle Katz (saison 4)
- Sophie Arthuys : Zachary Williams (saison 1) / Théodore (saison 1)
- Véronique Augereau : Géraldine Husk (1re voix) (saison 2, épisode 16) / Éléonore (saisons 2-3)
- Patrice Baudrier :  Jazz Hands  (saisons 4-5) / Tim Scam (2e voix) (saisons 1-4)
- Daniel Beretta : le docteur Gelé alias le docteur Gel (saisons 1-2) / Brock Williams (saisons 1, 3, 5) / Rapoutine Zero (saisons 2, 6)
- Françoise Blanchard : Mme Lewis (saisons 2, 5-6) / Myrna de la Perrine (saisons 3-4) / Mamie (saisons 5-6) / Shirley (1re voix) (saisons 2-3)
- Damien Boisseau : le Chevalier noir (saison 1)
- Bernard Bollet : Vladimir Cosirev (saison 1) / le professeur Elliot (saison 2) / Tad Daily (saison 2) / le glacier (saison 4) / Rat des villes (saison 5)
- Patrick Borg : le docteur Renard (saison 2) / Ye-Huang (saison 3)
- Philippe Catoire : Willard (1re voix) (saisons 2-3) / le président des USA (saisons 1-2) / Ulrich Wernerstein (saison 3) / Max Molaire (saison 3) / le Cerveau (saison 3) / Auguste
- Billy Crawford : Dean (1re voix) (saisons 3-5)
- Emmanuel Curtil : Sushi Bob (saisons 5-6) / Humongo Man (saison 5) / Señor Amidon (saison 5) / Voix additionelles (saison 7)
- Maël Davan-Soulas : David (1re voix) (saisons 2, 4)
- Geneviève Doang : Mei Lin (saison 7)
- Laurence Dourlens : MOM, patronne de Martin Mystère (saison 5) / Tuesday Tate (saisons 1, 6) / Bonita Beckham (saison 4)
- Pierre Dourlens : Lewis Hightower (saison 2)
- Xavier Fagnon : le professeur Plunkett (saison 6) / Skip Joystick / le père d'Alex (saison 6) / Jack Costaud
- Serge Faliu : le professeur Link (saison 3)
- Léa Gabriele : Crimson (saisons 1, 4)
- Alexandra Garijo : Britney (3e voix) (saisons 2-3, 5) / Brittany / Iceolina (saison 6) / Fan Girl (saison 6)
- Emmanuel Garijo : Trent (saison 6) / Yves Mont Blanc (saisons 5-6) / les jumeaux Warden / Guillermo (saisons 3, 5) / David (3e voix) (saisons 2, 4) / Chucky (saison 4) / Chett (saison 5) / le professeur Fremont (saison 5) / Master Mario (saison 5) / Telly Hardware (saison 6) / Brick / Cheston / Seth Toyman (saison 6) / Voix additionelles (saison 7)
- Yumi Fujimori : Britney (4e voix) (saison 7)
- Patrick Guillemin : le major Snell (saison 3) / la Pieuvre (saison 3)
- Olivier Hémon : le docteur Aisenstein (saison 1)
- Sylvie Jacob : Julie
- Pascale Jacquemont : Helga Von Guggen (saisons 1-2, 4)
- Axel Kiener : le patron du Coffee Haus (saison 3)
- Richard Leblond : le docteur V (saison 2) / le docteur Gray (saisons 2, 6)
- Sylvain Lemarié : CHAD (saison 1)
- Christophe Lemoine : Smalls alias Minus Lepetit  (1re voix) (saisons 1, 4) / T-Bone  (1re voix) (saisons 2, 5) / Randolph (saison 3, épisode 23)
- Edwige Lemoine : Britney (1re voix) (saisons 2-3, 5) / Caitlin (saisons 1-5) / Mindy (saison 5) / Candy Sweet (saisons 1, 4) / Makeda (saisons 1, 6) / Ariel (saison 2) / Shirley Rogers (2e voix) (saisons 2-3)
- Patrick Mancini : Tyresias (saison 1) / Seth (saison 2)
- Kelly Marot : Britney (2e voix) (saisons 2-3, 5) / Tassara (saison 1) / Milan Stilton (saison 4)
- Tony Marot : Dail Parks (saison 1) / Jason Hightower (saison 2) / T-Bone  (2e voix) (saisons 2, 5) / Sigmund Smith / Seth Nathan / Timmy / Normie (saisons 2, 6)
- Anne Massoteau : Victoire du Logis (saison 6)
- Thierry Mercier : Macker (saison 1) / Simon Tucker (saison 1) / Trod (2e voix) (saisons 1-2) / le général Jouet / Max Exterminus (saison 3) / Cyril Ragotspotins (saison 3)
- Céline Monsarrat : Julia Hasting (saisons 1, 3-4)
- Caroline Mozzone : Féline Dion (saison 6)
- Guillaume Orsat : Tim Scam (1re voix) (saisons 1-4) / Duke Gatlin / Derlock
- Christian Pélissier : Lester Crawley (saison 1)
- Charles Pestel : Blaine (saisons 5-6)
- Ann Pirvu : Ice Solina/Iceolina (saison 6, épisode 13)
- Dorothée Pousséo : Muffy Pepperidge (saison 5)
- Vanina Pradier : Félicie Tif (saison 2) / Nathalie Valentine (saison 2)
- Patrick Préjean : le Grand Kandinsky (saison 1) / le proviseur John Smith (saison 1)
- Donald Reignoux : Arnold (2e voix) (saisons 1-5) / David (2e voix) (saisons 2, 4) / Virgil (saisons 5-6)
- Pascal Renwick : Vince King (saisons 1, 3, 6)
- Vincent Ropion : Arnold (1re voix) (saisons 1-5) / Marco Lumière (saisons 1-2, 4, 6) / Adam Lewis (saison 1)
- Magali Rosenzweig : Madame Pygmalion (saison 3) / Géraldine Husk (2e voix) (saisons 3-5)
- François Siener : l'entraîneur de l'équipe olympique de Zanzibar (saison 2)
- Pierre Tessier : Willard (2e voix) (saisons 2-3)
- Alexis Tomassian : Boogie Gus alias Disco Dave (saisons 3-4) / Dash Dawson (saison 3) / Martin Mystère (saison 5) / James (saisons 1, 3)
- Antoine Tomé : Frankie le Colosse (saisons 2, 6)
- Julie Turin : Alice (saison 1) / Carla Wong alias Lady Dragon (saisons 2-3) / Mira (saisons 2, 4)
- Alexis Victor : Bob (saison 2) / Mickey (Saison 2)
- Thierry Wermuth : Phil Jenkins / l'Ambassadeur (saison 4) / Gregor Kandinsky (saison 1)
- Joël Zaffarano : Sebastian Saga (saisons 1-2)

Doublage français réalisé au studio Ramses 2 ; direction artistique : Françoise Blanchard (sources : Planète Jeunesse, générique de fin.)

## Production
L'épisode no 118 (le 14e de la saison 5) intitulé Totally mystère ! est un crossover entre la série Totally Spies! et la série Martin Mystère ; il met en scène une enquête conjointe entre le WOOHP via Alex, Clover et Sam et Le Centre via l'agent Martin Mystère.
En 2009, une série dérivée, intitulée SpieZ ! Nouvelle Génération, est diffusée pour la première fois sur la chaîne télévisée TF1 et met en scène une équipe d'espion constituée de quatre jeunes enfants et composée de trois garçons et d'une fille recrutés par le WOOHP. Le réalisateur de la série, Stéphane Berry, explique qu'il voulait continuer l'univers des Totally Spies et « mettre au point une série un peu plus tournée vers les garçons ».
En 2011, une sixième saison est annoncée pour 2013,. Après la saison 6, Marathon Média annonce l'annulation de Totally Spies! qui est remplacée par LoliRock, une série du même studio. Début 2022, Totally Spies! est renouvelée pour une septième saison prévue pour 2024. Le 13 juin 2024, Totally Spies! est renouvelée pour une huitième saison.

## Épisodes

### Série télévisée

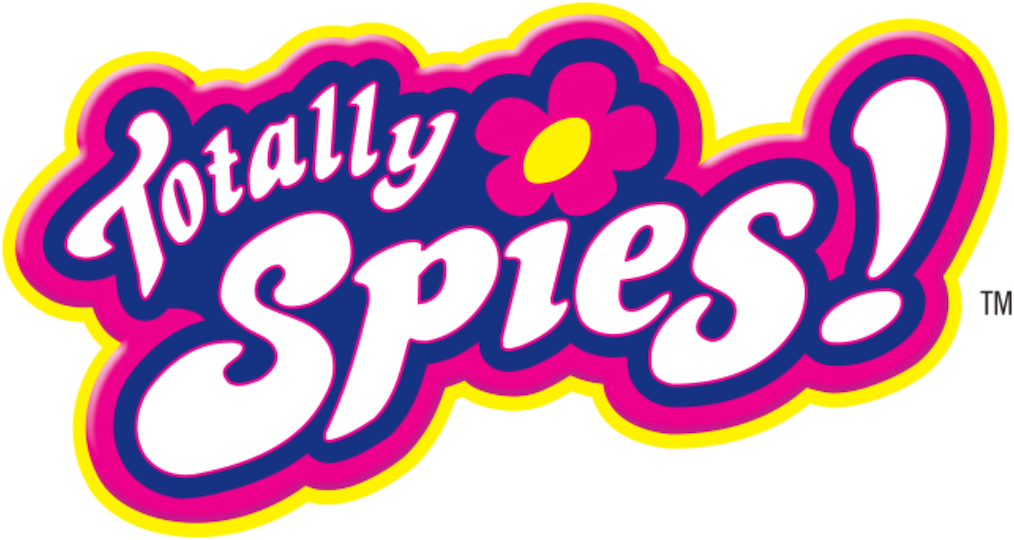
Logo des six premières saisons.

La série Totally Spies! est d'abord diffusée aux États-Unis en novembre 2001. Elle est diffusée sur les chaînes télévisées Disney Channel, Disney XD, TF1, Fox Kids, Jetix et Gulli. Sur TF1, la première saison est diffusée dans l'émission TF! initialement le 3 avril 2002. La sixième saison, annoncée en décembre 2011, débute sur TF1 le 4 septembre 2013,,. Hors des frontières, la série a été diffusée aux États-Unis, du 3 novembre 2003 au 31 mars 2012 sur le réseau Cartoon Network. Au Québec, la série est en actuelle diffusion sur la chaîne spécialisée en animation Télétoon.

### Mini-films
Depuis le 20 mars 2003, des longs-métrages tirés de la série ont été réalisés à partir des deux ou trois derniers épisodes de chaque saison. Il s'agit de mini-films commercialisés sous format DVD zone 2 et Blu-Ray par TF1 vidéo. En 2005, le film Totally Spies!, intitulé Totally Spies! le film 2 : Une promotion d'enfer, parait en DVD, et se compose des trois derniers épisodes de la troisième saison ; ce DVD est commercialisé une seconde fois fin 2007, dans un coffret proposant également le premier volume de la collection officielle. Le 21 février 2008, le troisième film tiré de la série, Totally Spies! le film 3 : Totalement grillées, est commercialisé ; les trois derniers épisodes de la quatrième saison y sont compilés. Le 5 février 2009, Totally Spies! : Totally Fini? est à son tour commercialisé, regroupant les deux derniers épisodes de la cinquième saison.
Pouvant être considéré comme un mini-film (un épisode coupé en deux parties), Totalement Versailles a été diffusé sur TFou le dimanche 23 juin 2013. Le scénario met en scène les trois espionnes en voyage en France, à Versailles, pour un défilé de mode de « la collection Mali-U » sur le thème du XVIIIe siècle (le professeur de couture a inscrit ses élèves à un concours de création, qu’ils ont d’ailleurs gagné).

### Adaptation cinématographique
Totally Spies! le film : Comment tout a commencé sort dans les salles le 22 juillet 2009. Il retrace les origines et la manière dont les trois principales protagonistes sont devenues espionnes. Durant sa première semaine, le film génère 571 695 dollars et se classe 9e au Box Office français. Le film génère au total 1 315 639 de dollars. Le film sort en DVD en février 2010.

## Diffusion

### Francophonie
La série est diffusée dans plusieurs pays à travers le monde. Elle est initialement diffusée le 3 avril 2002 sur TF1 dans l'émission TF!. En Belgique (Wallonie et Région bruxelloise), la série est diffusée pour la première fois sur Club RTL et sur RTS en Suisse. Au Québec, Totally Spies! est diffusé pour la première fois sur Télétoon; elle est rediffusée sur TV5 depuis mars 2008. Dans ces pays et régions, Totally Spies! est diffusé en français, la langue originale de la série télévisée.

### Autres pays
Dans les autres pays, les voix ont été doublées, particulièrement en anglais. Les diffusions dans d’autres langues ont débuté au Canada (sauf le Québec), puis Totally Spies! a ensuite été diffusé aux États-Unis sur différentes chaînes.
| Pays               | Chaîne | Réf.   |
| ------------------ | --- | ------ |
| France             | TF1(anciennement), Jetix, Gulli, Canal J, Disney Channel, Disney XD, Disney Junior, Boing, Boomerang, Nickelodeon Junior,Cartoon Network(saison 7)           |        |
| Québec             | Télétoon |        |
| Afrique du Sud     | Jetix |        |
| Albanie            | Çufo (titre : Totalisht Spiune) |        |
| Algérie            | Entv (titre : الجاسوسات) |        |
| Allemagne          | Super RTL, ProSieben | [ 21 ] |
| Arménie            | 1TV |        |
| Australie          | ABC TV, Network Ten, 10 Peach |        |
| Belgique           | Communauté flamande : Disney Channel, VT4 Communauté française : Club RTL, Ouftivi                                                                           |        |
| Brésil             | TV Globo, SBT, Gulli (titre : Três Espiãs Demais!) | [ 22 ] |
| Bulgarie           | Jetix, Disney Channel (titre : Тотали спайс), BNT 1, Nickelodeon (titre : Големите шпионки)                                                                  |        |
| Cambodge           | TVK (titre : វីរៈនារីទាំង៣) |        |
| Chili              | Cartoon Network, Boomerang, TVN |        |
| Corée du Sud       | KBS 2, Tooniverse (titre : 말괄량이 삼총사!) |        |
| Croatie            | Nickelodeon (titre : Super špijunke) |        |
| Danemark           | TV 2 Danmark |        |
| Espagne            | Canal Sur 2, Jetix, K3, Super3, ETB 3 (titres : Espies de veritat (Catalan) / Berebiziko Espioiak (Basque))                                                  |        |
| États-Unis         | Fox Family, ABC Family, Cartoon Network, Universal Kids |        |
| Finlande           | MTV3, Jetix, C More Juniori, Disney Channel (titre : Spies-tytöt)                                                                                            |        |
| Grèce              | Alter Channel, Jetix |        |
| Hong Kong          | TVB |        |
| Hongrie            | Jetix, Disney Channel, TV2, M2, Nickelodeon (titre : Született kémek)                                                                                        |        |
| Indonésie          | Disney Channel Asia, Nickelodeon |        |
| Irlande            | RTÉ Two |        |
| Islande            | Stöð 2 |        |
| Israël             | Jetix, Junior (titre : טוטלי ספייס) |        |
| Italie             | Italia 1, Mediaset, Jetix, Super!, Pop (titre : Totally Spies! Che magnifiche spie!)                                                                         | ,      |
| Japon              | TV Tokyo, Disney Channel (titre : トータリー・スパイズ!) |        |
| Kazakhstan         | Jetix |        |
| Ligue arabe        | MBC 3, ART Teenz (anciennement) (titre : الجاسوسات) |        |
| Lituanie           | LNK |        |
| Madagascar         | TVM, TV Plus |        |
| Maroc              | 2M |        |
| Malaisie           | TV3 |        |
| Mexique            | Televisa, TV Azteca, stations indépendantes (titre : Tres espías sin límite)                                                                                 |        |
| Moldavie           | Jetix, Disney Channel, Nickelodeon |        |
| Monde arabe        | MBC 3, Gulli Bil Arabi (titre : الجاسوسات) |        |
| Norvège            | Disney Channel |        |
| Pays-Bas           | Disney Channel, Disney XD, Nickelodeon |        |
| Philippines        | Disney Channel Asia, Nickelodeon, ABS-CBN |        |
| Pologne            | Jetix, Disney XD, Disney Channel, Nickelodeon (titre : Odlotowe agentki)                                                                                     |        |
| Portugal           | Canal Panda (titre : As Espiãs!) |        |
| Royaume-Uni        | ITV1, Channel 4, Jetix, POP | [ 22 ] |
| République tchèque | Jetix, Disney Channel, Nickelodeon (titre : Špionky) |        |
| Roumanie           | Jetix, TVR 1, Disney Channel, Nickelodeon (titre : Spioanele)                                                                                                |        |
| Russie             | Jetix, Nickelodeon, TNT, Gulli (titres : Тоталли Спайс / Супершпионки)                                                                                       |        |
| Serbie             | TV Ultra, Pink Super Kids (titre : Супершпијунке / Super Špijunke / Superšpijunke)                                                                           |        |
| Singapour          | Disney Channel, Nickelodeon, Mediacorp |        |
| Slovaquie          | Jetix, Disney Channel, Nickelodeon |        |
| Slovénie           | Jetix |        |
| Suède              | Jetix, Disney Channel |        |
| Suisse             | RTS, Jetix |        |
| Taïwan             | Disney Channel (titre : 校園嬌娃) |        |
| Thaïlande          | Disney Channel Asia, Nickelodeon, True Visions Channel 51, BBTV Channel 7 (titre : สปายสาวคูณสาม)                                                             |        |
| Turquie            | Nickelodeon (titre : Casus Kızlar) |        |
| Ukraine            | UA:Pershyi, Inter (titre : Супершпигунки) |        |
| Venezuela          | Venevisión |        |
| Vietnam            | VTV 2, HTVC Phụ Nữ, SCTV4, VTV 3, BiBi, Disney Channel Asia, Nickelodeon (titres : Ba nữ thám tử / Những nữ thám tử / Nhiệm Vụ Bí Mật / Điệp viên siêu hạng) |        |

## Produits dérivés

### DVD
En France, les épisodes de la série ont été édités en DVD zone 2 par TFI Vidéo, à partir du 20 mars 2003. Ils ont été regroupés en plusieurs volumes, chacun d'entre eux contenant trois à quatre épisodes, dans l'ordre chronologique. Les Totally Spies! sont également apparues dans un coffret 3 DVD faisant partie de la collection officielle incluant Totally célèbres!, Une vie explosive! et Un talent fou!.
Sept volumes, d'une durée d'1 h 40 contenant quatre épisodes chacun, ont également fait leur apparition. Le premier volume intitulé Espionnes de choc ! a été commercialisé le 20 mars 2003 et le septième et dernier volume intitulé Espionne attitude ! a été commercialisé le 24 février 2005. À partir de 2006, les DVD ont été publiés, (chez le marchand de journaux et dans le commerce normal), sous la forme d'une « collection DVD officielle », toujours chez TF1 Vidéo. Tous les quinze jours, paraît un numéro comprenant un volume DVD (contenant donc 4 épisodes), ainsi qu'un fascicule (incluant une mini-BD, un roman-photo, et diverses informations sur la série). Les sept volumes ont été réédités en tant que sept premiers numéros de cette collection. Ils comprennent donc les bonus et le jeu des premières éditions ; la collection a ensuite été complétée par d'autres volumes. Ces DVD sont vendus chez les marchands de journaux ; ils sont toujours disponibles sur commande dans les magasins en plus des marchands de journaux.
- no 1 - Volume 1 - Espionnes de choc ! (31 août 2006) : épisodes 1 à 4
- no 2 - Volume 2 - Alerte aux savants fous ! (31 août 2006) : épisodes 5 à 8
- no 3 - Volume 3 - Amies et solidaires ! (13 septembre 2006) : épisodes 9 à 12
- no 4 - Volume 4 - Opération séduction ! (27 septembre 2006) : épisodes 13 à 16
- no 5 - Volume 5 - Amoureuses ! (11 octobre 2006) : épisodes 17 à 20
- no 6 - Volume 6 - Mission tout risque ! (24 octobre 2006) : épisodes 21 à 24
- no 7 - Volume 7 - Espionne attitude ! (8 novembre 2006) : épisodes 25 à 28
- no 8 - Volume 8 - Jeux dangereux (22 novembre 2006) : épisodes 29 à 32
- no 9 - Volume 9 - Totally célèbres ! (6 décembre 2006) : épisodes 33 à 36
- no 10 - Volume 10 - Comportements suspects ! (20 décembre 2006) : épisodes 37 à 40
- no 11 - Volume 11 - Pas de répit pour les Spies ! (3 janvier 2007) : épisodes 41 à 44
- no 12 - Volume 12 - La nature se rebelle ! (17 janvier 2007) : épisodes 45 à 48
- no 13 - Volume 13 - Une vie explosive ! (31 janvier 2007) : épisodes 49 à 52
- no 14 - Volume 14 - Spécial Saint-Valentin ! (14 février 2007) : épisodes 53 à 56
- no 15 - Volume 15 - Spécial gang anti-monstres (28 février 2007) : épisodes 57 à 60
- no 16 - Volume 16 - Spécial copines ! (14 mars 2007) : épisodes 61 à 64
- no 17 - Volume 17 - Un talent fou ! (28 mars 2007) : épisodes 65 à 68
- no 18 - Volume 18 - Spécial pouvoirs surnaturels ! (11 avril 2007) : épisodes 69 à 72
- no 19 - Volume 19 - Super Spies ! (25 avril 2007) : épisodes 73 à 76
- no 20 - Volume 20 - Spécial look ! (9 mai 2007) : épisodes 77 à 80
- no 21 - Volume 21 - Gare aux escrocs ! (23 mai 2007) : épisodes 81 à 84
- no 22 - Volume 22 - Totally disjoncté ! (6 juin 2007) : épisodes 85 à 88
- no 23 - Volume 23 - Spécial ennemis jurés ! (20 juin 2007) : épisodes 89 à 92
- no 24 - Volume 24 - Spécial vacances ! ([4 juillet 2007) : épisodes 93 à 96
- no 25 - Volume 25 - Spécial voyages ! (18 juillet 2007) : épisodes 97 à 100
- no 26 - Volume 26 - Espionnes pour toujours ! (1er août 2007) : épisodes 101 à 104

### Livres
La série est adaptée en livre sous plusieurs formes. Les aventures des Totally Spies! sont également éditées dans la collection Bibliothèque Rose. Tous les deux mois, les Totally Spies! font l'objet d'une parution magazine, logiquement intitulé Totally Spies! : le mag, comprenant une BD, un poster et un gadget. Des hors-série reprenant les BD des autres numéros ont également fait leur apparition. Il y a maintenant 37 numéros et 4 hors-série. Totally Spies! existe aussi sous forme d'albums d'autocollants en deux volumes, au prix de 1,50 € par album et 50 centimes d'euros la pochette de cinq autocollants[réf. nécessaire].
Hors des frontières, une bande-dessinée des Totally Spies! a été commercialisée 12 fois en une année en Suède. Cinq tomes ont également été commercialisés au Brésil. Chacun de ces tomes représente un épisode de la série originale.

### Albums
Les Totally Spies! sont apparues sous forme de CD compilations (chansons normales) dans : Totally Spies! la compil, Totally Spies! la compil 2, Totally Spies! volume 2006 (contenant un épisode audio : « La beauté plastiquée ») et Totally Spies! L'été des copines ! (sortie en 2011).

### Génériques
Le générique est le même pour les saisons 1 et 2, la chanson étant Here We Go, interprétée par le groupe Moonbaby. Pour les saisons 3 et 4, le générique est un simple remix instrumentalisé du premier. Pour la saison 5, il est modifié et c'est Dania Bartholomeo/Gio (ayant participé aux Anges de la Téléréalité 6) qui interprète la chanson Supergirl.
À partir de la saison 6, le générique a de nouveau été modifié avec une nouvelle musique. Le générique de la saison 7 est un remix du premier générique : Here We Go.

### Jeux vidéo
La série Totally Spies!, comme dans la plupart des franchises médiatiques, a été adaptée en jeux vidéo. Le premier de la série de jeux vidéo s'intitule simplement Totally Spies! et a été initialement commercialisé en France le 25 novembre 2005 sur console portable Game Boy Advance ; cependant, ce premier jeu a été faiblement accueilli avec une moyenne de 9 sur 20 de la part du site Jeuxvideo.com. Une suite, sur la même console portable, intitulée Totally Spies! 2 : Undercover est commercialisée le 8 décembre 2006 et a été, comme pour son prédécesseur, faiblement accueilli avec une même moyenne de 9 sur 20. D'autres jeux ont été commercialisés ou diffusés sur Microsoft Windows (PC) et jouable en solo ou en ligne. Le premier jeu de cette série s'intitule Totally Spies! : L'Attaque des Zombies commercialisé le 31 mai 2006. D'autres jeux incluent Totally Spies! : Totally Party (commercialisé le 18 octobre 2007; également adapté sur consoles PlayStation 2, Nintendo Wii et Nintendo DS) et Le blues du monstre. Un jeu en ligne, intitulé Totally Spies! Fashion Agents, et également été diffusé.
Plus récemment, les jeux vidéo de la série ont été adaptés sur Nintendo DS depuis fin 2006 avec les titres Totally Spies! 3 : Agents Secrets (24 septembre 2007), Totally Spies! 4 : Autour du Monde et Totally Spies! : Mon Agenda Secret.

### Jeux et jouets
De nombreux jouets dérivés de la série sont commercialisés. Les jouets populaires incluent principalement le « compoudrier » et le sac-à-dos maquillage. Les autres incluent : Polly Pocket, mallette de 40 cartes bleue ou rose Totally Spies!, jeu des 7 familles, agenda secret, montre scanner, mallette de jeux électroniques pour télévision, jeu de société avec DVD interactif, poupées mannequin 4 versions différentes au total les premières étaient fabriquées par la marque playwell et les plus courantes étaient fabriquées par Goliath, mallette d'habillage Clover, Sam, et Alex avec tenue espionne et fashion, oreillettes et lunettes transparentes et un kit espionne trois-en-un (torche, petit pistolet et boussole). Quelques petits gadgets ont également été commercialisés dans les magazines comme le rouge à lèvres laser, le « compoudrier » feuilles et maquillage, le stylo à encre invisible et sa lumière et l'agenda secret à cadenas d'espion.

## Accueil
TV Guide considère la série, à la rentrée 2002, comme l'un des meilleurs programmes pour enfants aux États-Unis.
Le 28 mai 2017, les trois agent-secrètes ont été regardées par 293 000 et 343 000 personnes sur Gulli, pour 7,1 % et 7,4 % de parts de marché auprès de l’ensemble des téléspectateurs. Le 8 octobre 2017, Totally Spies! représentait entre 4,4 % et 5,6 % de parts de marché sur Gulli. Le 23 mars 2019, les aventures de Sam, Clover et Alex sont regardées par 350 000 et 330 000 téléspectateurs sur Gulli, ce qui représente des parts d'audience de 6,6 % et 6,4.
Le 12 mai 2024, la nouvelle saison diffusée sur Gulli a réuni plus de 223 000 téléspectateurs, soit 5% du public (4e chaîne nationale, 19% des 15-24 ans (leader national), 12% des FRDA-50 ans (leader national) et 25% sur les 4-14 ans pour le lancement de la 7e saison.